# Gaby Boissy
Gaby Boissy, de son vrai nom Gabrielle Cahen puis Clairville (à partir de 1952), est une actrice et chanteuse lyrique française née le 18 février 1884 à Alexandrie (Égypte) et morte à Paris le 18 juin 1976. Elle est la fille d'Emma Léontine Cahen et d'un père inconnu. Sa sœur Alice Caroline Cahen est également chanteuse, d'opéra dramatique.

## Biographie
Elle étudie à Paris le chant lyrique à l'école Jules et Madeleine Chevalier et commence dès 1905 à jouer dans des théâtres comme La Cigale ou le Théâtre Réjane.
Sa carrière évolue vers l'opéra-comique à partir des années 1920. Elle joue le 12 avril 1922 le rôle de Micaela dans Carmen, et jouera au cours de sa carrière plusieurs rôles importants se traduisant par des articles élogieux dans la presse de l'époque.
En 1952, elle change de nom de famille par décret pour prendre celui de Clairville, avec le reste de sa famille.
Elle meurt le 18 juin 1976 dans son domicile parisien, à l'âge de 92 ans.